# ウェスタン・シドニー・スタジアム
ウェスタン・シドニー・スタジアム（Western Sydney Stadium）は、オーストラリア・シドニー郊外にある多目的スタジアム。オーストラリア・コモンウェルス銀行（Commonwealth Bank of Australia）が命名権を取得し、「コムバンク・スタジアム」（CommBank Stadium）の名称を用いている。
閉鎖・解体されたパラマタ・スタジアムに替わるスタジアムとして2019年4月にオープンした。スタジアムはニューサウスウェールズ州政府が所有し、VenuesLiveが運営する、ポピュラスの設計によるスタジアムはオーストラリアの建築会社レンドリースが $ 300万ドルの工費で建築した。30,000人収容。
ラグビーリーグ、サッカー、ラグビーユニオン、コンサートなど、シドニーにおける各種イベントに使用される。ナショナルラグビーリーグ (NRL) のパラマタ・イールズとAリーグ（サッカー）のウェスタン・シドニー・ワンダラーズFCがホームスタジアムとして使用するほか、NRLに参戦するウェスツ・タイガースとスーパーラグビーに参戦するワラターズもホームゲームを開催する。 また、シドニー・フットボール・スタジアムをホームスタジアムとするカンタベリー＝バンクスタウン・ブルドッグやサウス・シドニー・ラビトーズも、スタジアム改築中にホームゲームを開催している。こけら落としは、2019年4月22日のNRLプレミアシップ・パラマタ・イールズ対ウェスツ・タイガースの試合。

## 前史
スタジアムが建設されたエリアは、1788年にシドニーの港湾集落とともに設立されたパラマタのイギリス植民地でのレジャーと競馬に使用されていた。ニューサウスウェールズ州総督のチャールズ・フィッツロイは、1847年に敷地内に競馬場を建設することを承認し、競馬場内にクリケット場が設けられ、1863年にオープンした。地元のクリケットクラブは幾度かの名称変更を経て「セントラルカンバーランドクリケットクラブ」の名前に落ち着き、施設の名称も「カンバーランドオーバル」となった。
カンバーランドオーバルは、競馬やクリケットだけではなく、陸上競技、ラグビーユニオン、ラグビーリーグ、モータースポーツなど、様々な競技に使用された。モータースポーツでの使用時には「パラマタスピードウェイ」と名付けられ、1930年から1959年までレースが開催された。パラマタ地区のラグビーリーグクラブが1947年にNSWRLプレミアシップに参加したとき、カンバーランドオーバルはクラブの本拠地として使用された。1981年、パラマタが初めてラグビーリーグのプレミアシップを獲得した後、サポーターはオーバルになだれ込み、グランドスタンドに火を放った。程なくして、近代的なスタジアムの建設が決定された。

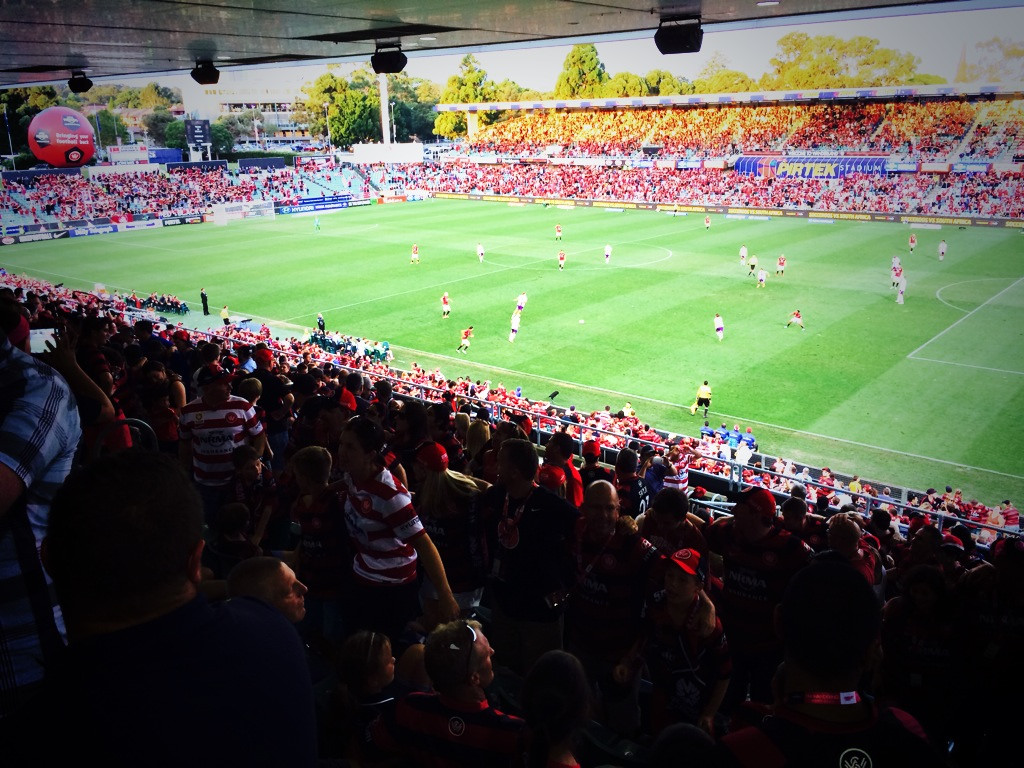
パラマタスタジアムでのAリーグの試合

カンバーランドオーバルに替わって計画されたパラマタ・スタジアムは1984年に設計され、1985年に建設され、1986年3月5日にエリザベス2世が開場を宣言した。新しい長方形のスタジアムは、コンサートだけでなく、地方、州、国のスポーツイベントも引き続き開催された。 2002年に全席座席の競技場に改築され、収容人数は21,000人に減少した。2014年10月には、ウェスタン・シドニー・ワンダラーズが進出したAFCチャンピオンズリーグ2014 決勝が行われ、またパラマタ・イールズが30年近く前に建設されたスタジアムの改築を継続的に要望し、ニューサウスウェールズ州政府は南北のスタンドを拡張するなどの部分的な改修を2015年初頭までに実施。 2015年9月、スタジアムの全面改築が決定した。
パラマタ・スタジアムの最後のAリーグの試合は、2015-16シーズンのAリーグファイナル準決勝・ウェスタン・シドニー・ワンダラーズ対ブリスベン・ロアーの試合で、ワンダラーズが前半23分までに0-3のビハインドの状況からロメオ・カステレンのハットトリックなどで逆転、再び追いつかれるも、最後は延長戦に突入し5-4で勝利するという劇的な展開となった。パラマタ・イールズはラグビーリーグの最終戦を主催し、セントジョージ・イラワラを30-18で破り、ビーヴァン・フレンチが3本のトライを記録した。

## 改築と設計の決定

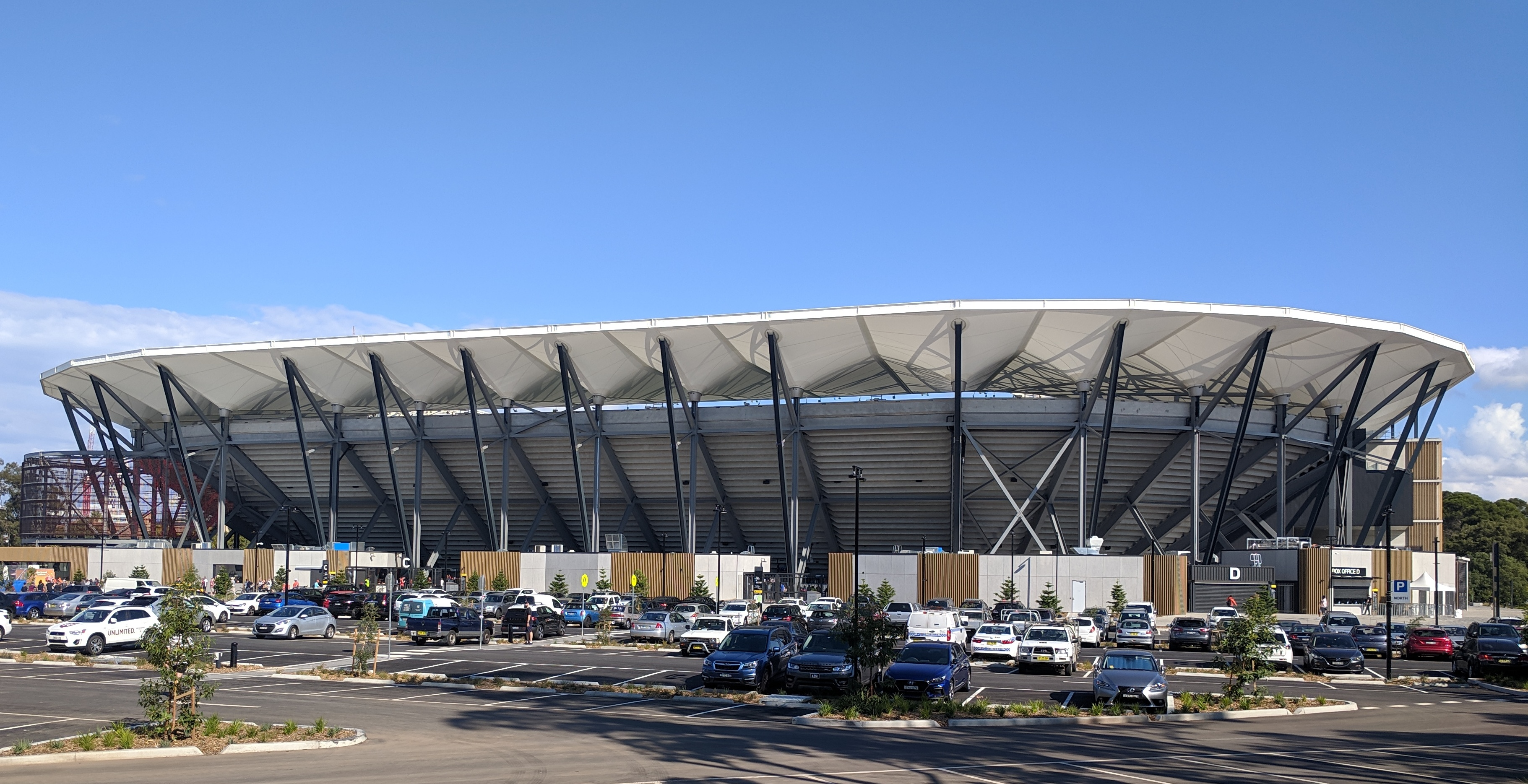
外観

2015年9月、ニューサウスウェールズ州政府は、パラマタ・スタジアムの敷地内に新たに30,000席のスタジアムを建設（全面改築）することを発表した。2016年6月にコンペが実施され、4者が入札候補となる 。この中から、2016年12月にポピュラスとレンドリースによるコンソーシアムに受注者が決定した
スタジアムの敷地拡張に伴い、パラマタ・スタジアムに隣接していたパラマタ戦争記念プールも閉鎖され、取り壊された。これに対し、一部のグループがこの決定に反対し、地元メディアの報道を通じてスタジアム建設に対するオンライン請願を広めた。代替となるプールの整備計画は2017年3月に発表され、ニューサウスウェールズ州政府は新しいアクアティックセンターが古いパラマタゴルフコースの敷地内に建設されることを了承した。

## スタジアムの特徴

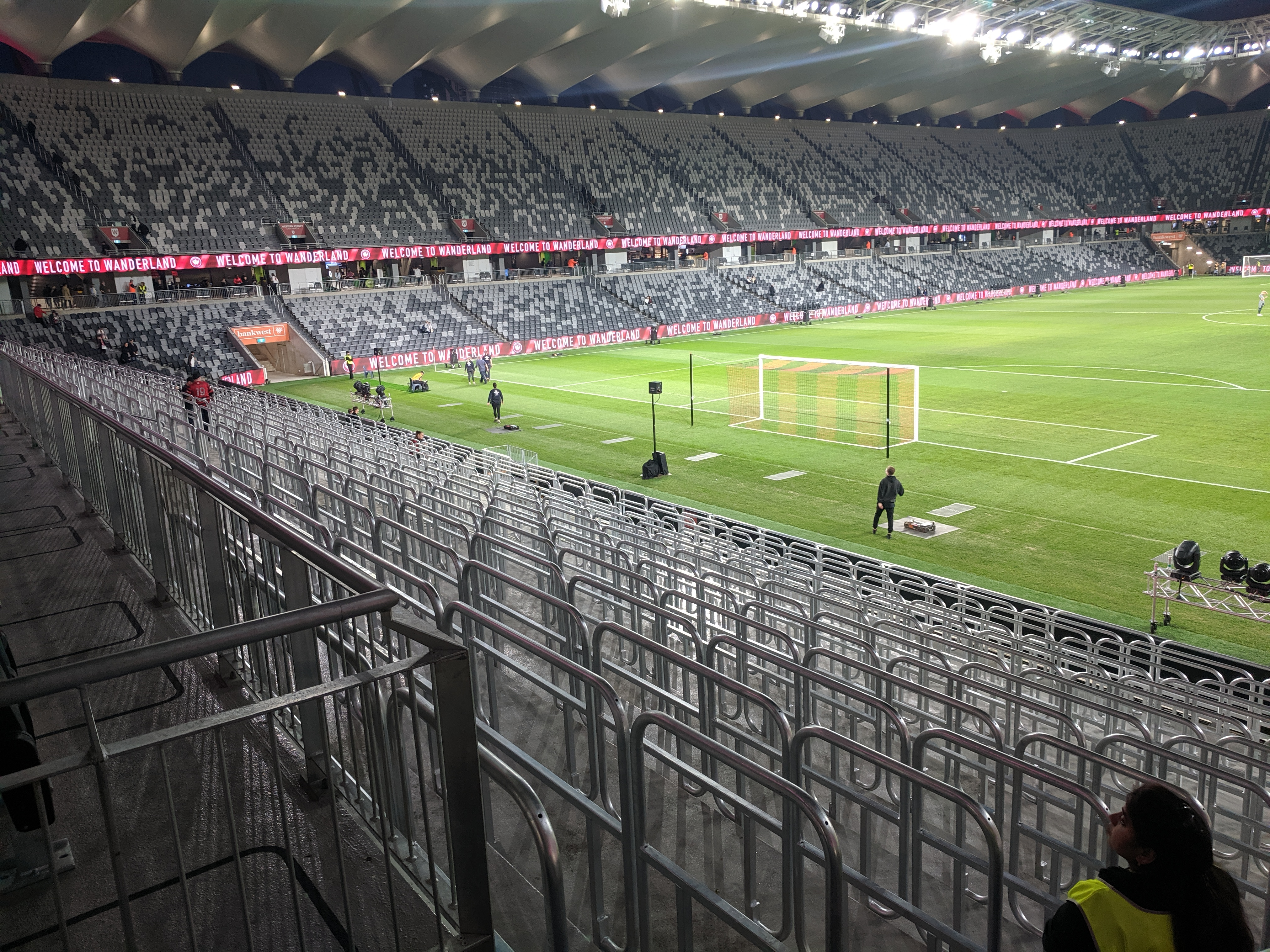
セーフスタンディングエリア

新たなスタジアムは、旧スタジアム（パラマタ・スタジアム）から収容人数が10,000人増加、加えて企業施設も大幅に増加し、急勾配のスタンド、歩行者と交通機関の統合リンク、地元の造園、プレミアムフィールドレベルのメンバークラブ、高品質の音響装置を備える。オーストラリアでの近代的な安全なスタンディングの最初の主要な設置が設計に含まれ、レッド＆ブラックブロックのアクティブサポートエリアに合計1,000人収容の3つのベイを有し、夏のAリーグシーズンと冬のラグビーコードシーズンで定期的に座席を設置できる交換システムを使用している。また、LEEDゴールドエネルギー定格を満たすように設計されている。

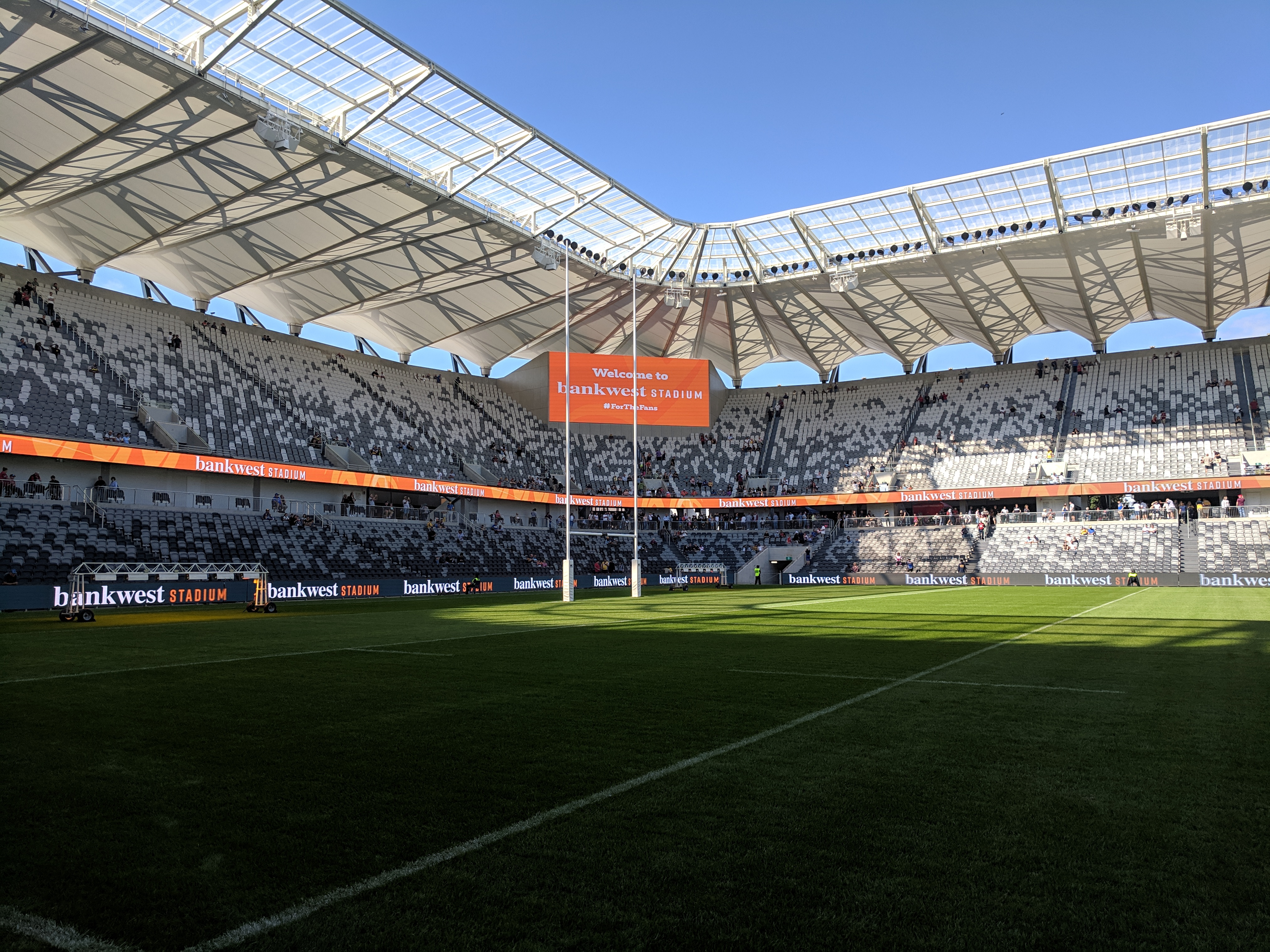
ノーステラス
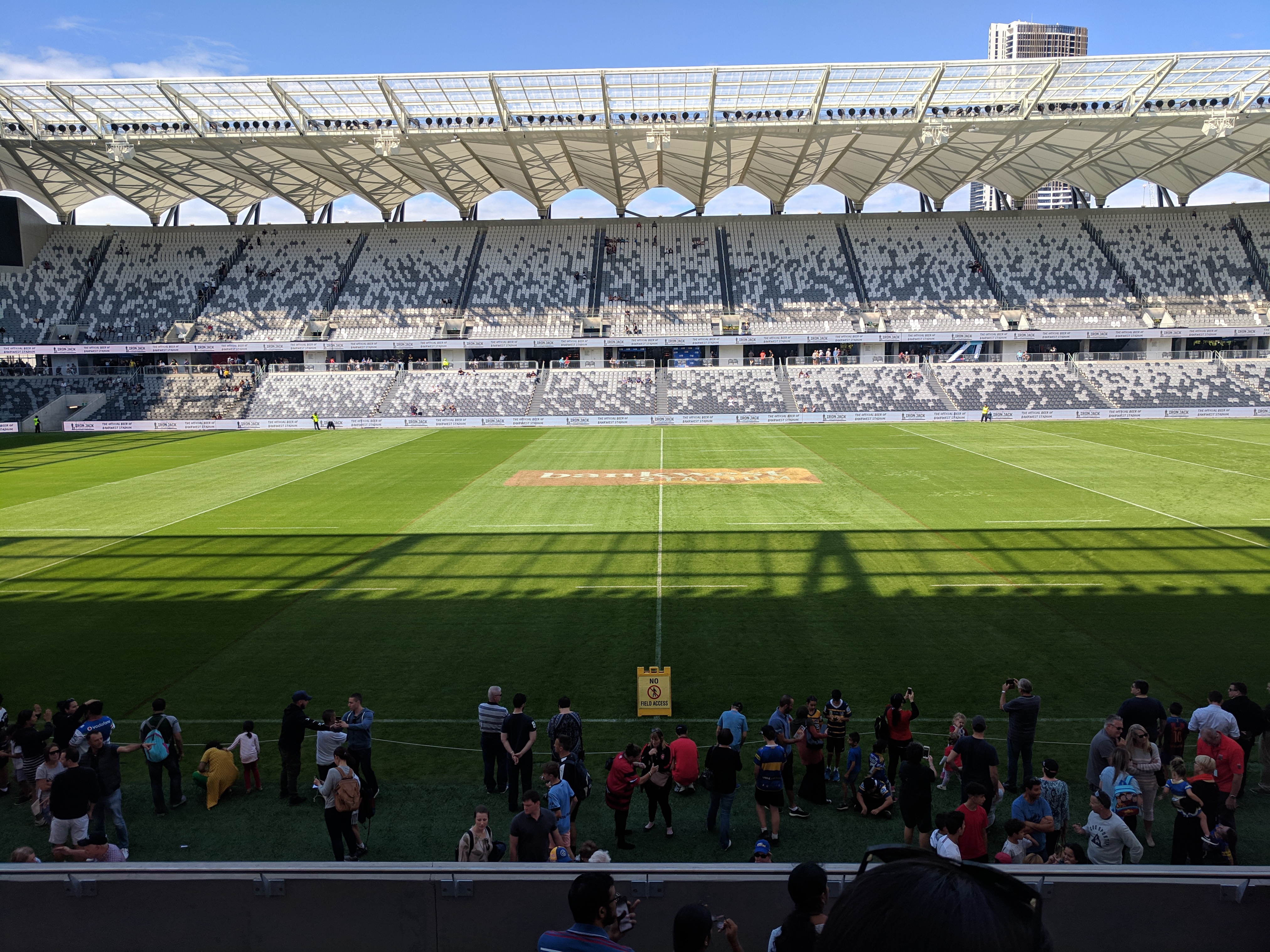
メインスタンドからの眺め
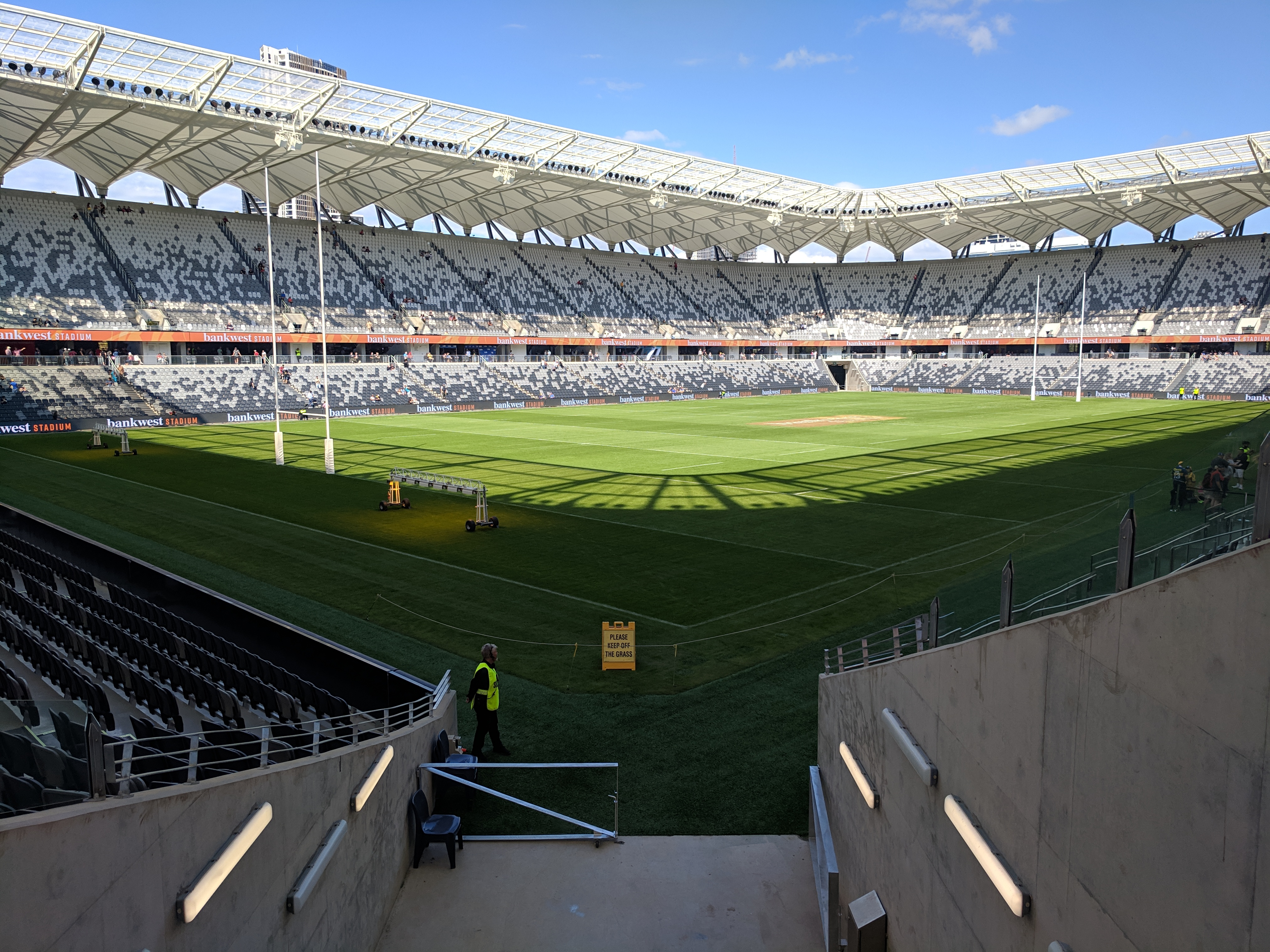
北西の角からの眺め
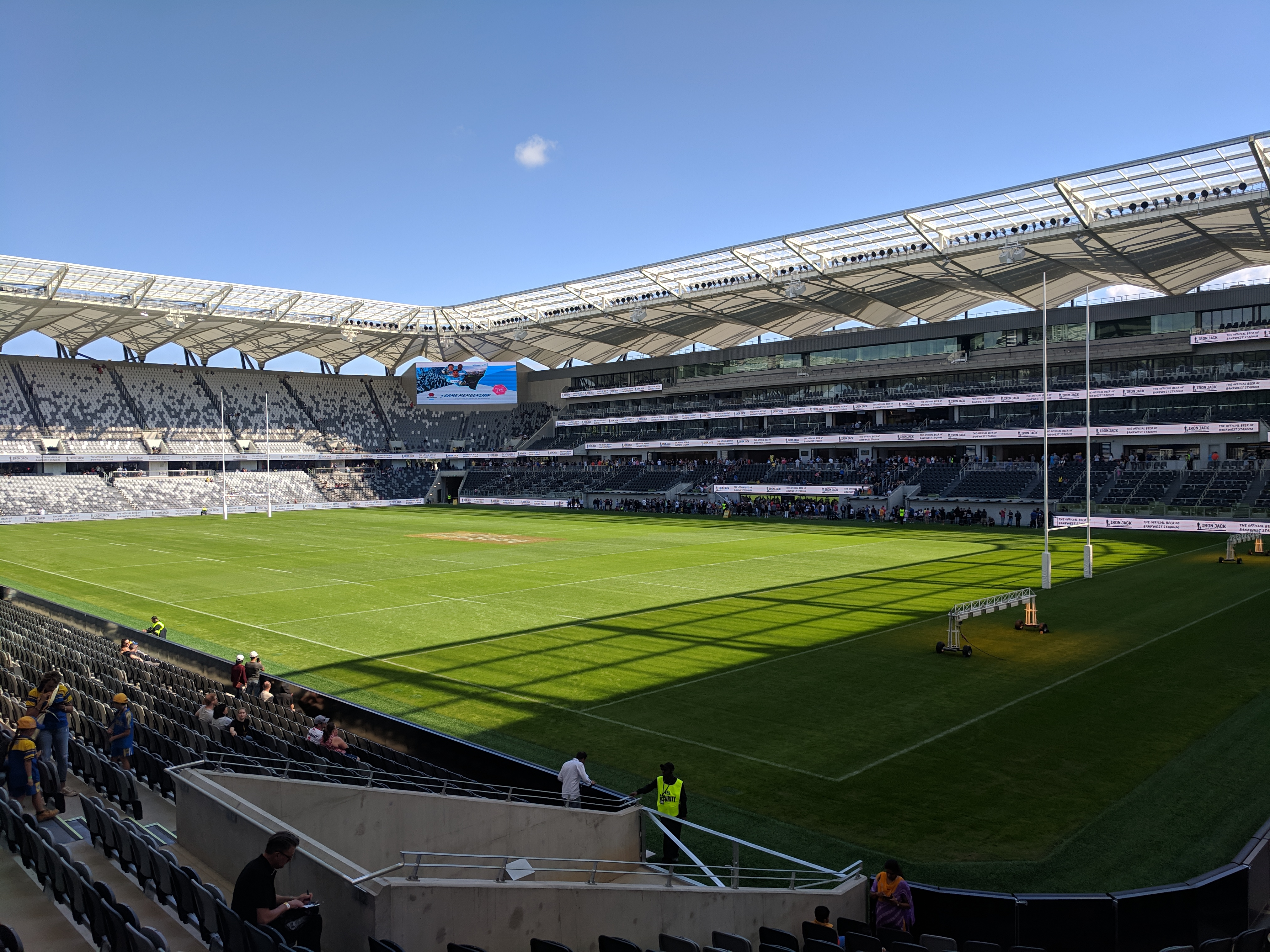
北東の角からの眺め
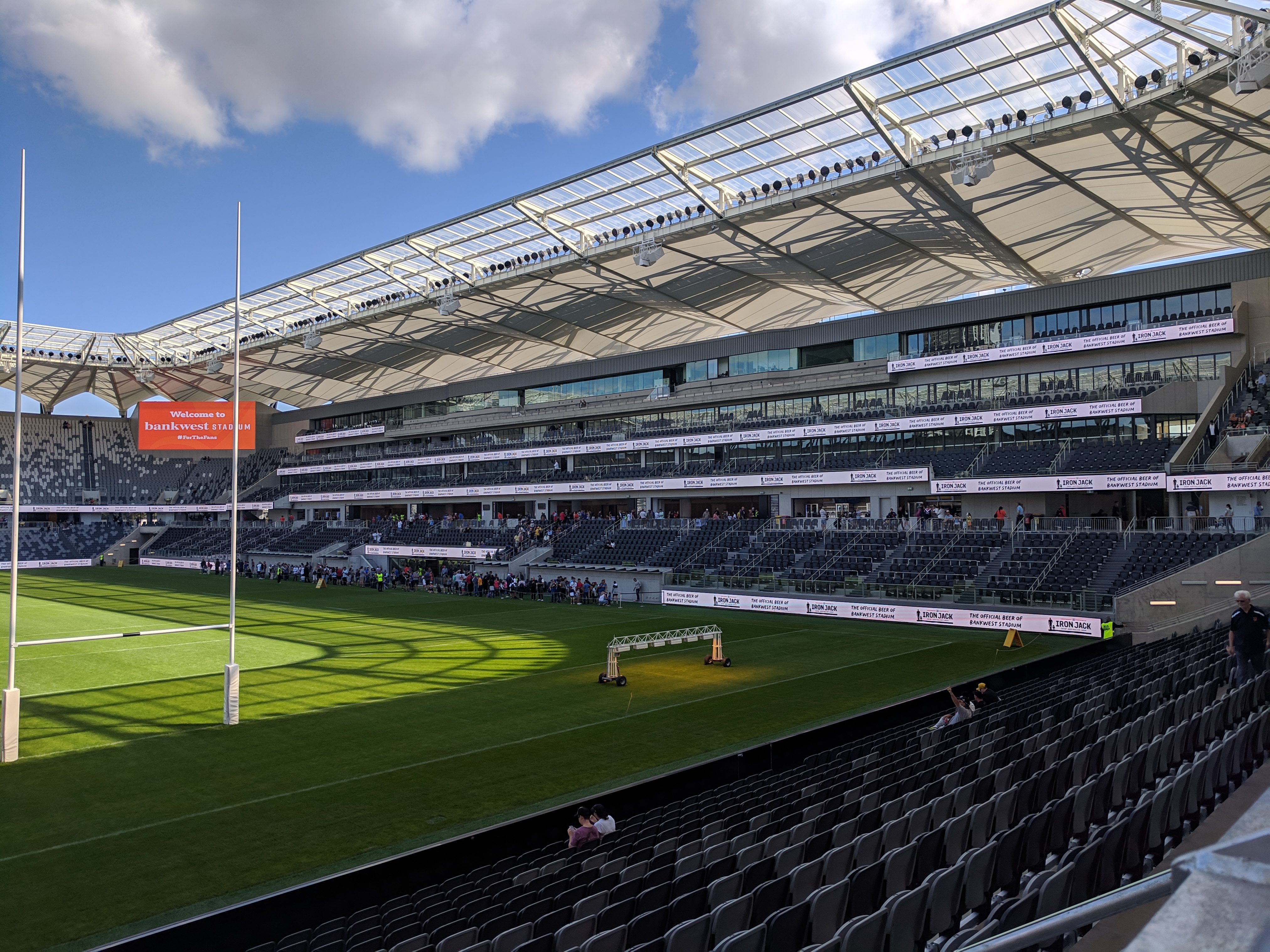
メインスタンド

## 工事
旧スタジアムの解体工事は2017年初頭に開始され、2017年2月に解体が完了。現場の清掃、発掘、準備用地盤工事を経て、2017年9月のコンクリート基礎敷設から建設工事に着手。メインスタンドは2018年半ばまでに完成し、屋根も2018年後半までに完成した。スタジアムの躯体は2019年の初めに完成し、最終的な内部および造園工事は開業前に完了した。スタジアムは2019年4月14日に正式にオープンした。

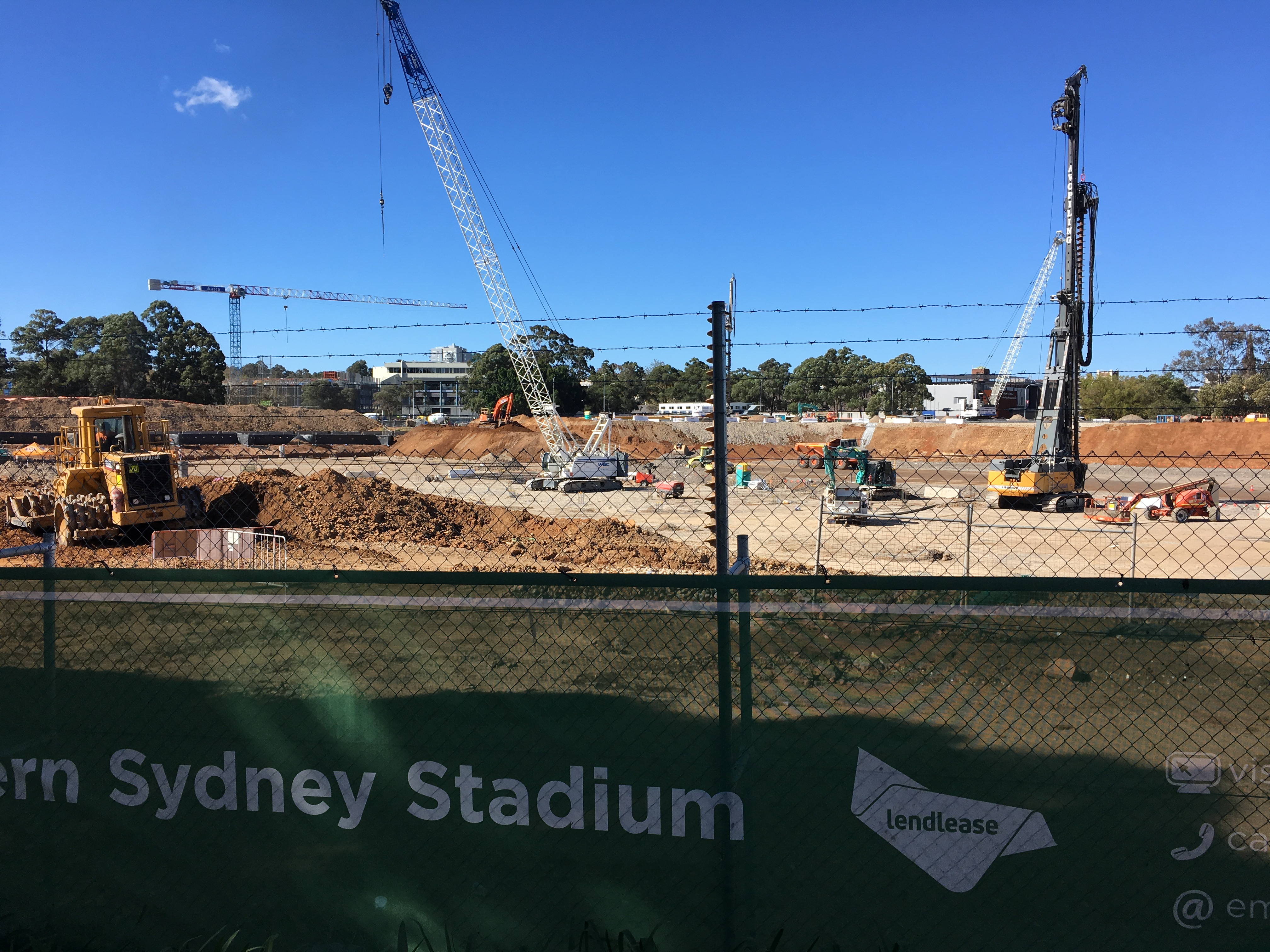
2017年9月
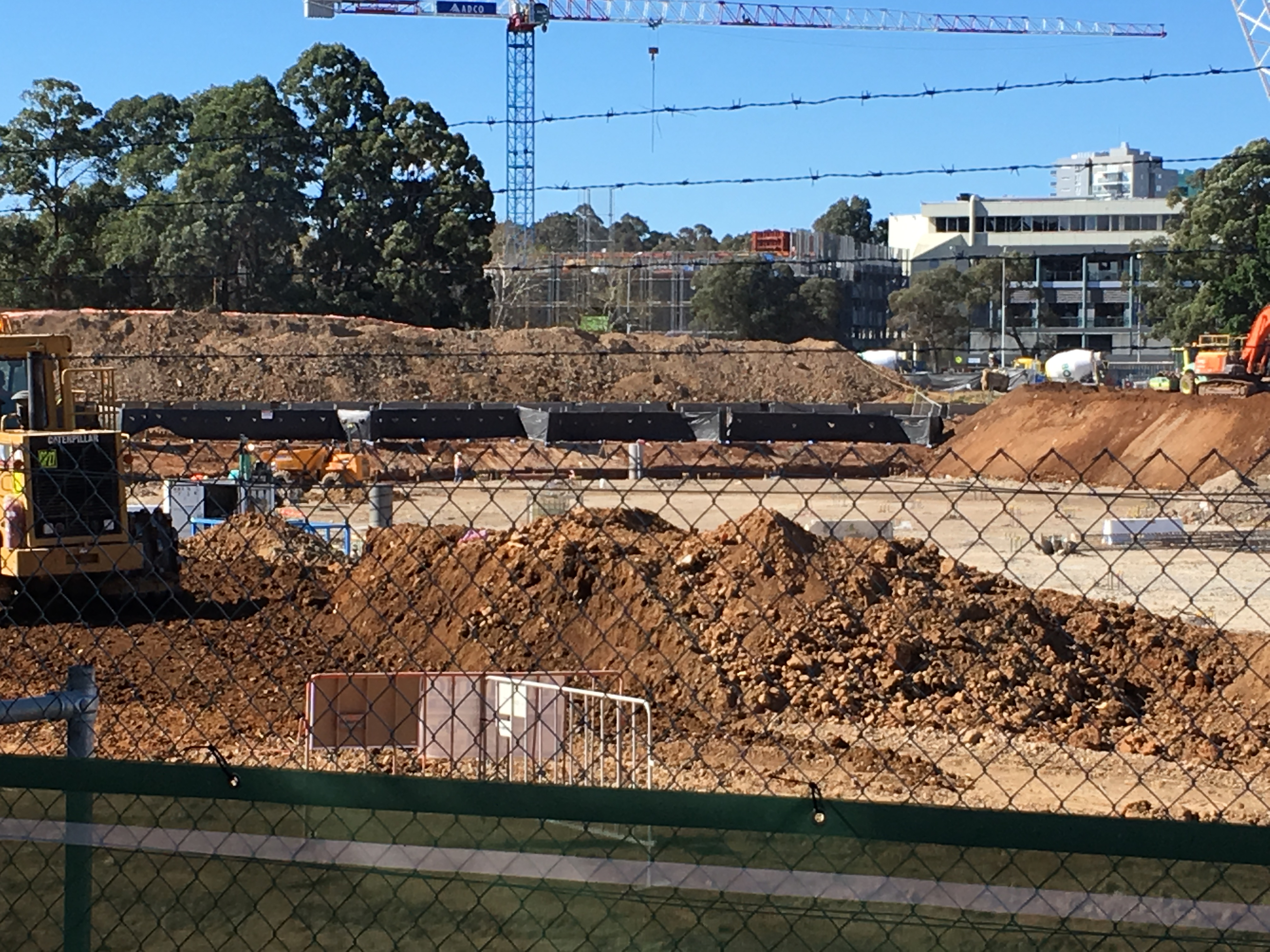
2017年9月
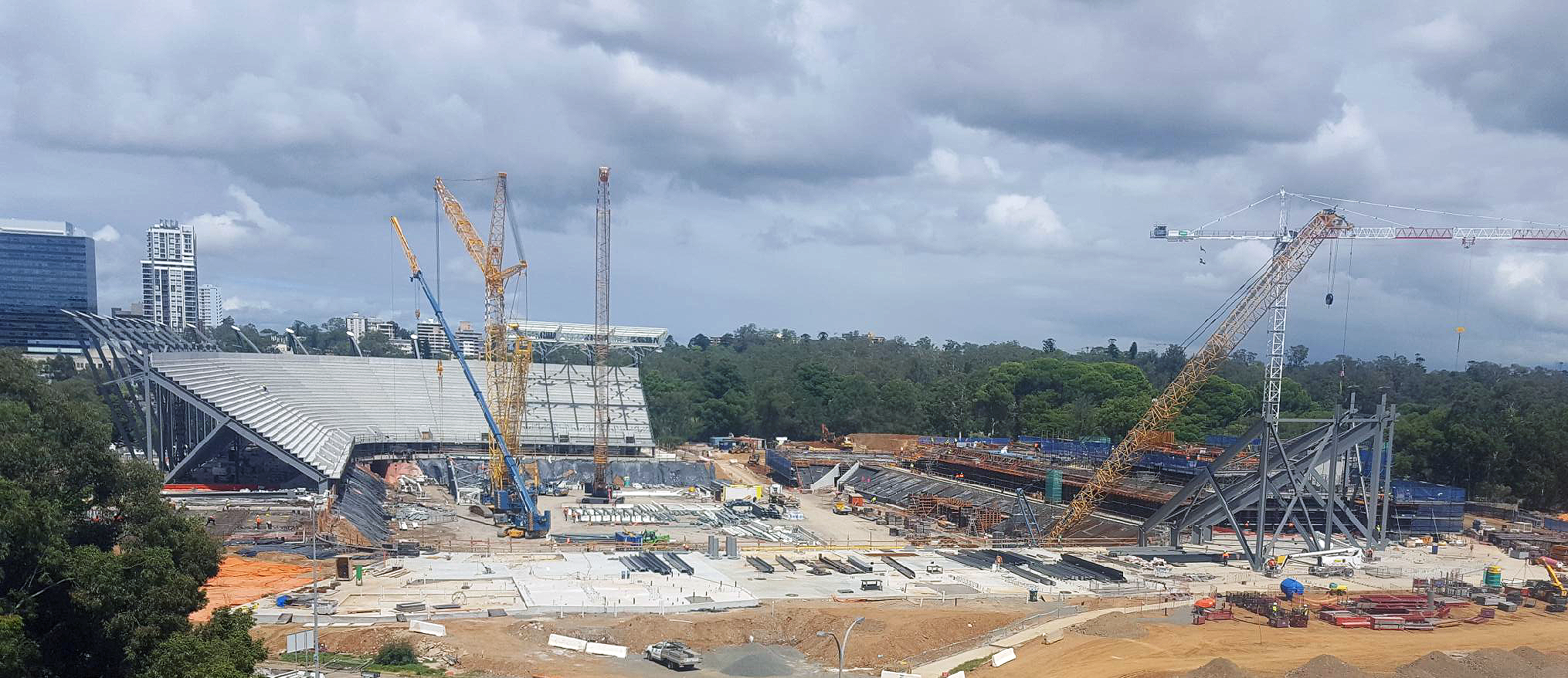
2018年3月
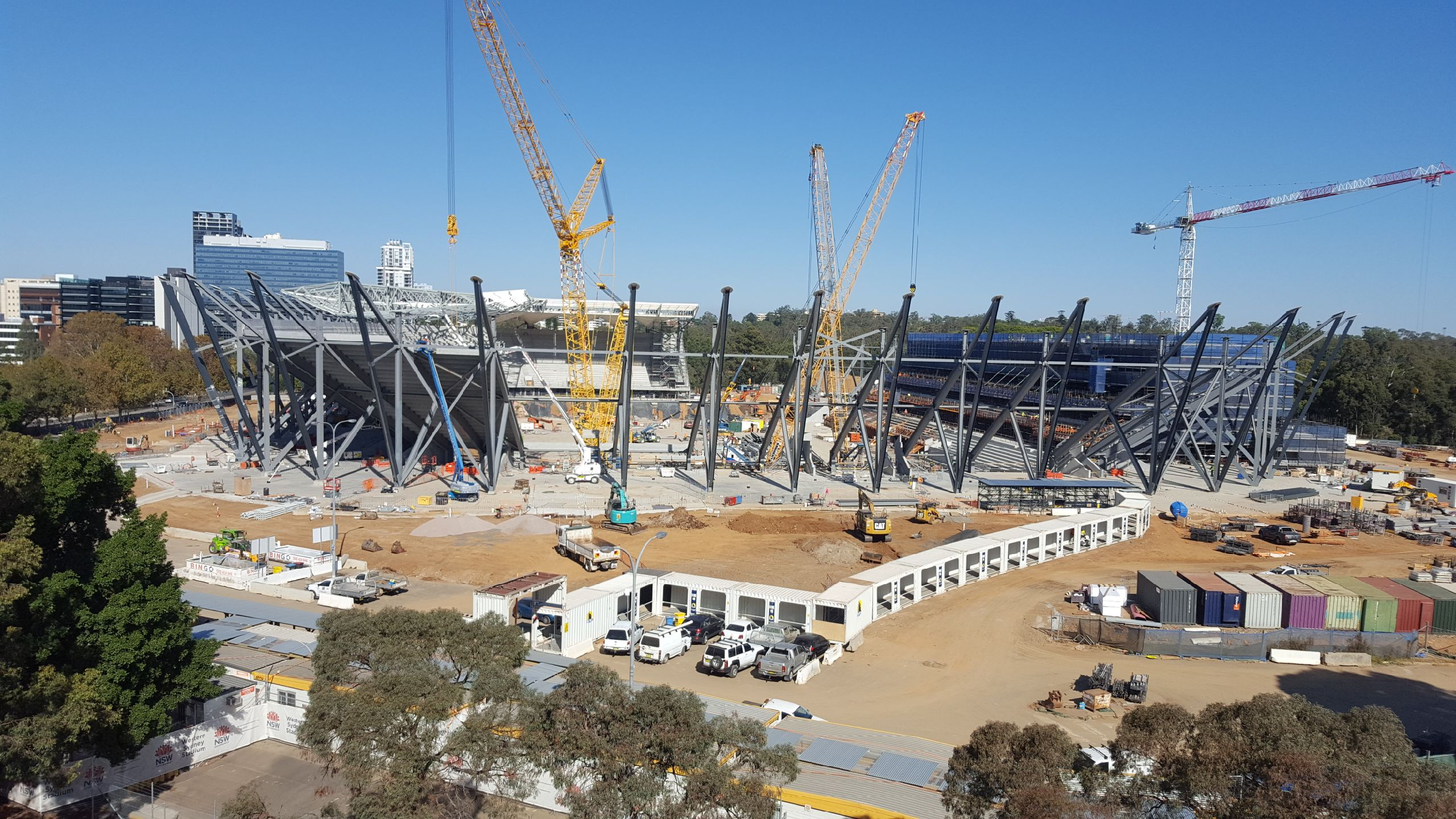
2018年5月の概要
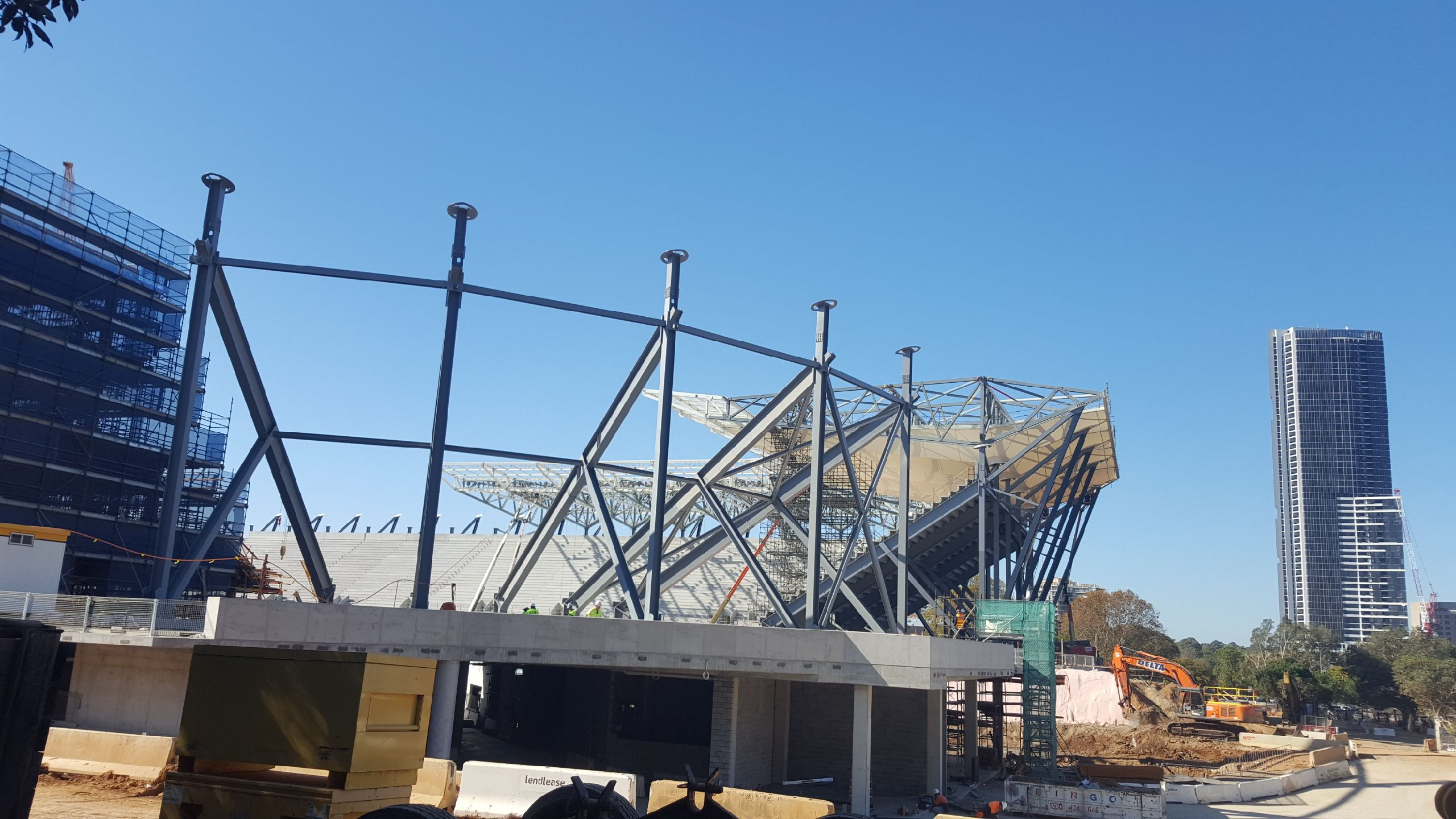
2018年5月サウスウェストコーナー
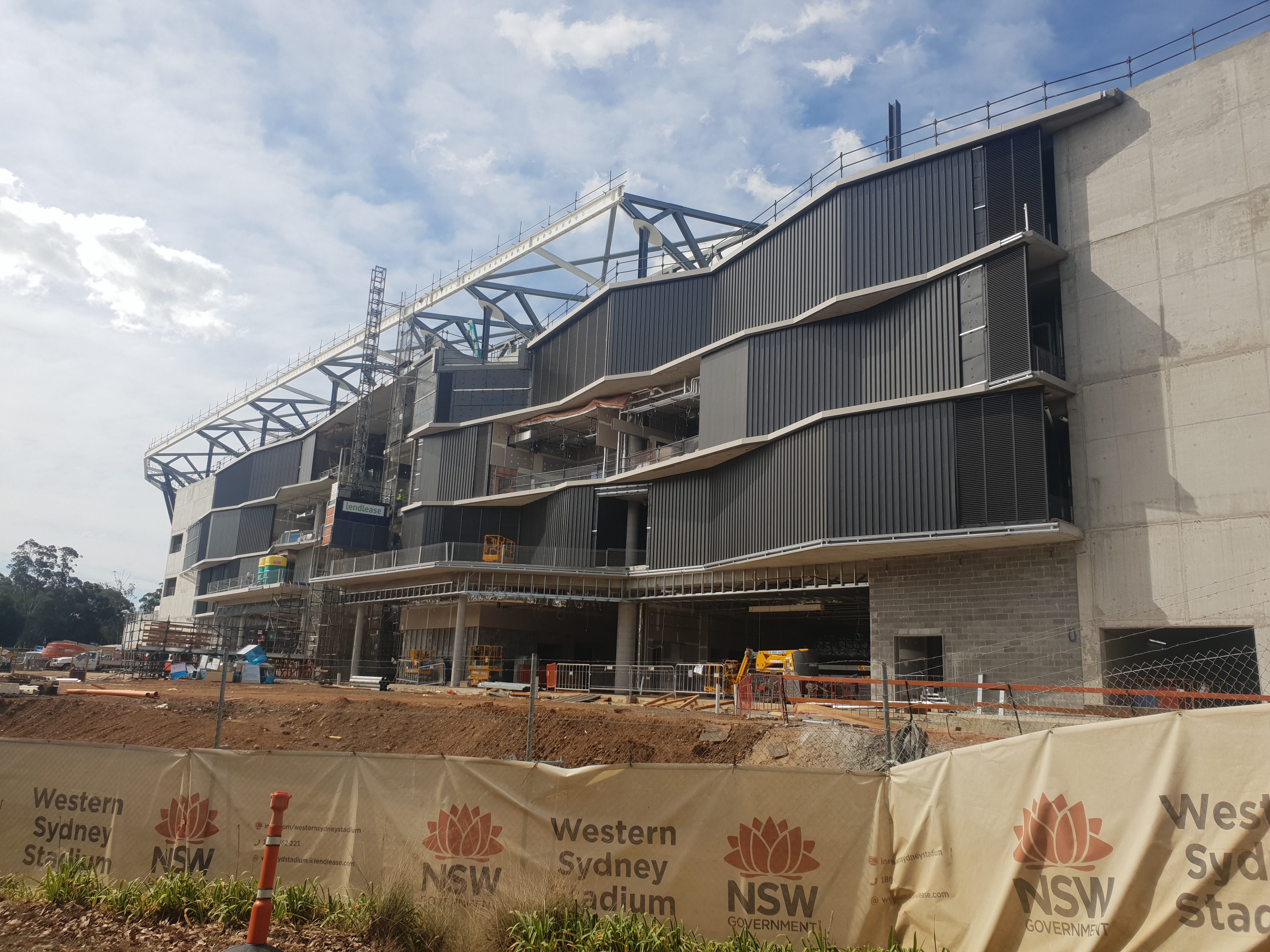
2018年9月メイングランドスタンド背面図
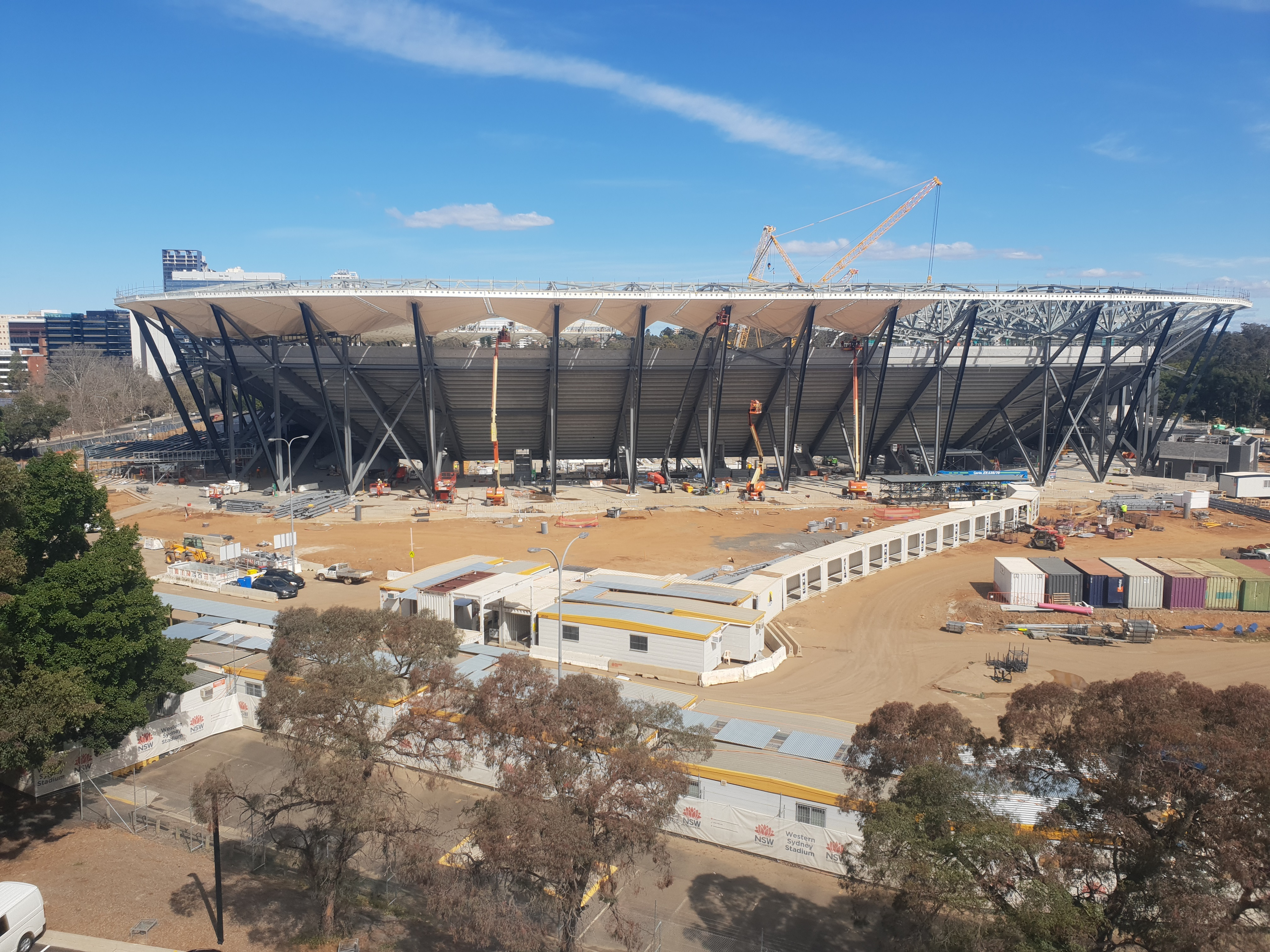
2018年9月ノーステラス建設
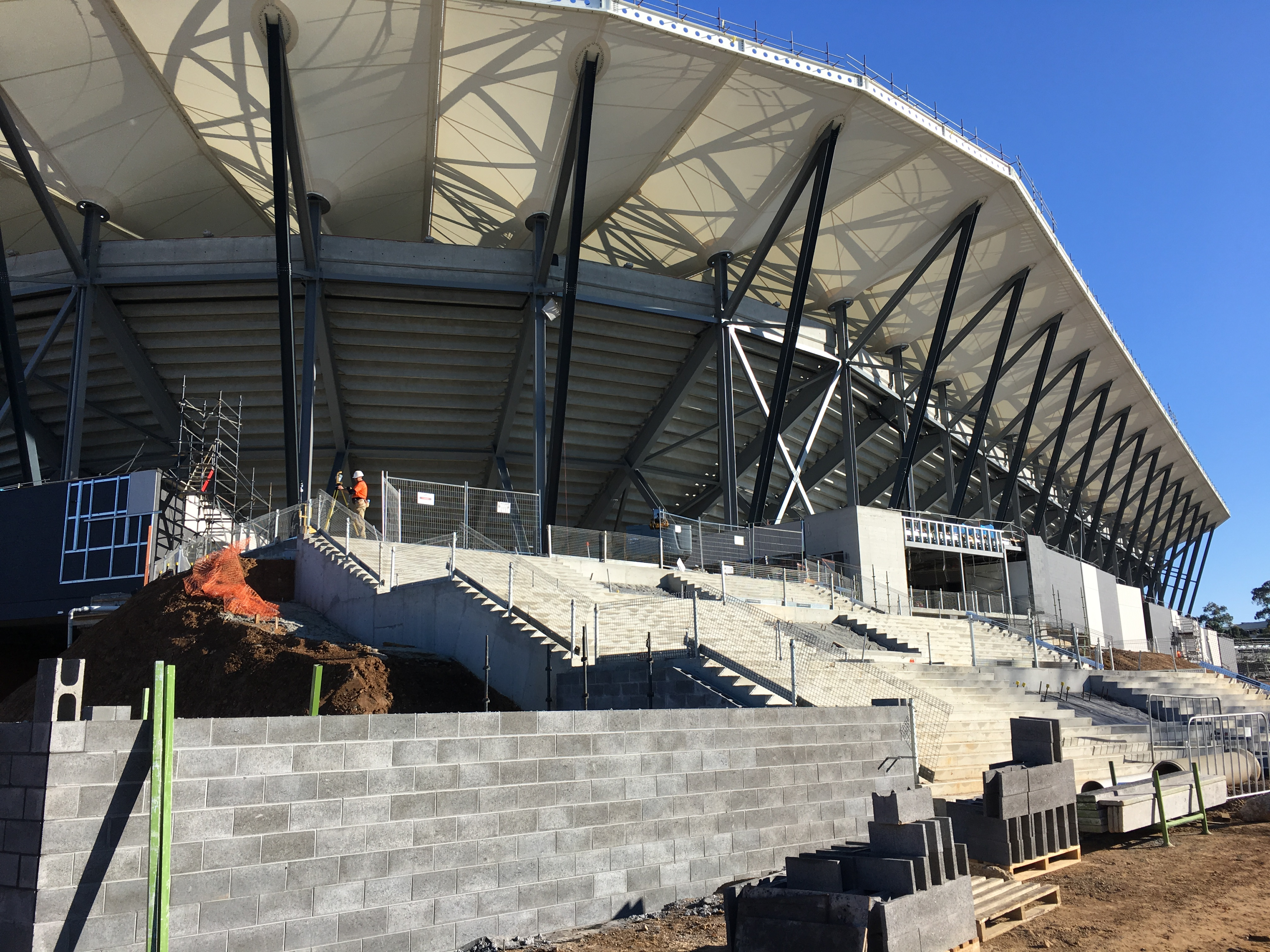
2018年9月オコンネルストリートエントランス建設

## 用途

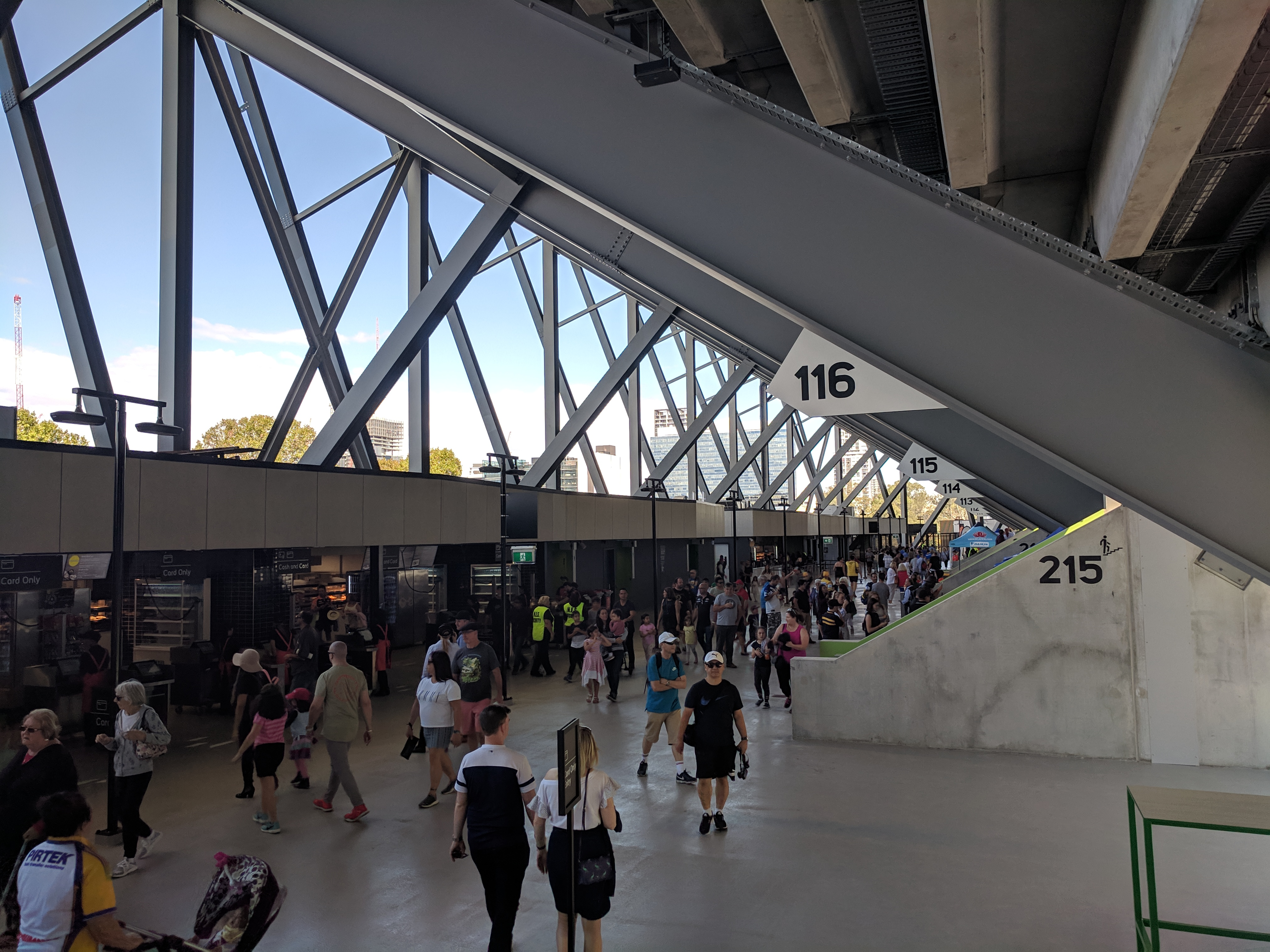
コンコース

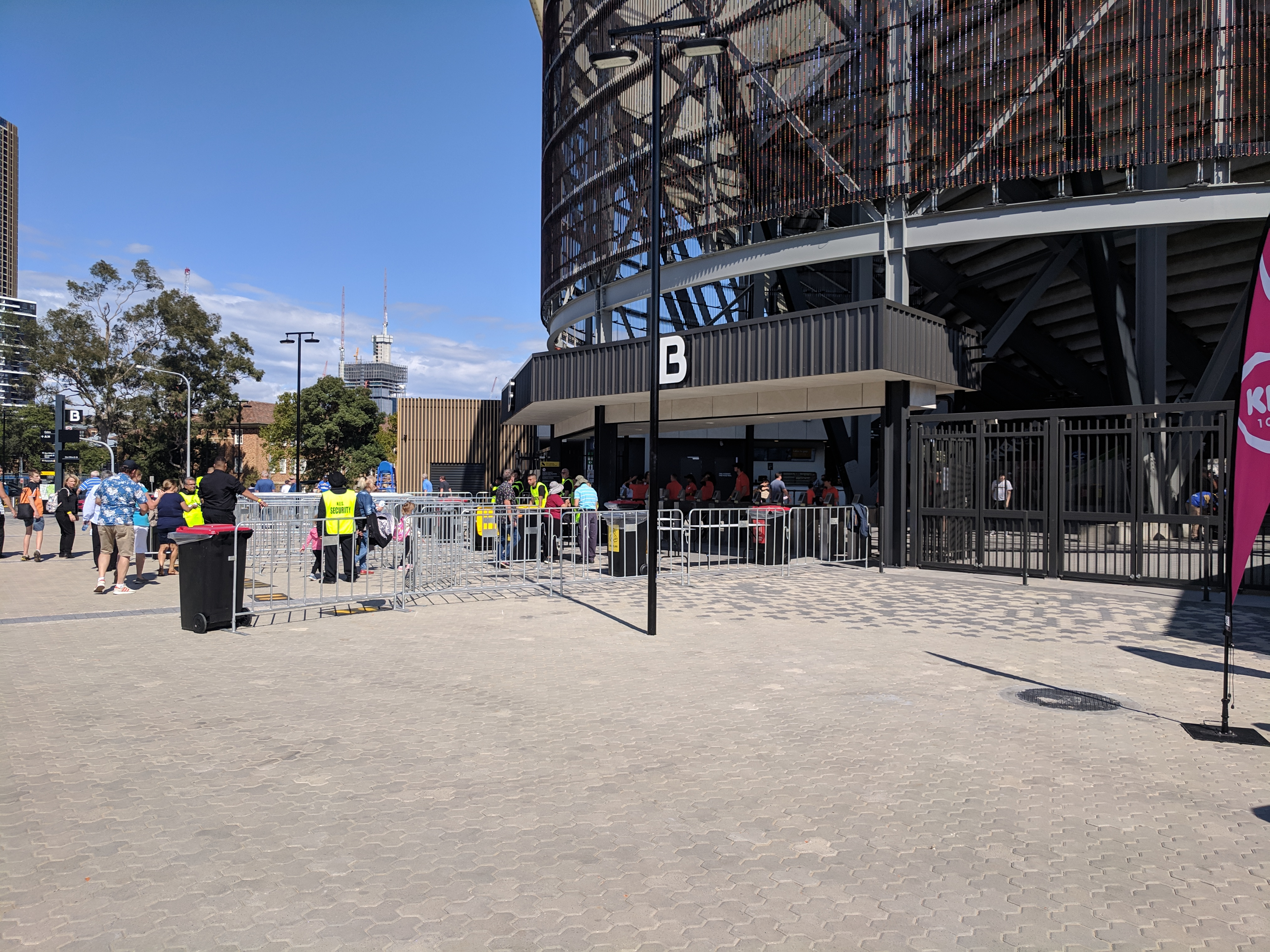
正門

スタジアムの主な目的は、ニューサウスウェールズ州における3つの主要なフットボール（サッカー、ラグビーリーグ、ラグビーユニオン）の試合を主催することにある。
主としてホームゲームを開催するホストチームは2チームあり、一つがAリーグ所属のウェスタン・シドニー・ワンダラーズFC、もう一つがNRL所属のパラマタ・イールズである。ワンダラーズは、Aリーグでの全ホームゲームをはじめ、FFAカップ、さらにはAFCチャンピオンズリーグでのホームゲームを当スタジアムで開催する。イールズは、決勝戦を含むNRLの試合のほとんどの試合を当スタジアムで開催する。
両クラブのほか、NRLに参加するウェスツ・タイガースとカンタベリー＝バンクスタウン・ブルドッグスも、代替会場として当スタジアムを使用している。両クラブは、サウス・シドニー・ラビトースと並んで、スタジアムオーストラリアが再開発されている間、2020年半ばから一時的なホームグラウンドとしてスタジアムを使用することが承認されていた。また、スーパーラグビーに参戦するニューサウスウェールズ・ワラターズは2019シーズンに新スタジアムで3試合を行っている。
ピッチの寸法は、サッカーとラグビーリーグ/ラグビーユニオンそれぞれの国際基準を満たしている。ラグビーユニオンの場合、インゴールエリアは10メートルで、許容範囲（10〜22メートル）の下限になる。スタジアムは、スポーツコード全体で国際試合を開催するように評価されている。会場での最初のラグビーテストマッチはラグビーワールドカップ2019の壮行試合を兼ねたもので、2019年9月7日にオーストラリア代表（ワラビーズ）とサモア代表と対戦した。
2019年6月2日、ラグビーユニオンの統括団体であるラグビーオーストラリアは、当スタジアムを、ワラビーズをはじめとしたラグビーユニオンにおけるオーストラリア代表チームの新たなホストスタジアムになることを発表し、2019-20シーズンのワールドラグビーセブンズシリーズとワールドラグビー女子セブンズシリーズから使用を開始した。
2019年8月31日、オーストラリアサッカー連盟は、オーストラリア女子代表（マチルダス）が2019年11月9日に当スタジアムでチリと国際親善試合を行うことを発表した。
当スタジアムでは球技だけではなくコンサートの開催にも対応している。最初のコンサートは、2020年1月24日に開催されたオーストラリアのロックバンド Cold Chisel 、 Hoodoo Gurus 、 Birds of Tokyoによるライブで、2020年3月7日にエルトンジョンのオーストラリアツアーの最終公演が行われた。ウェスタン・グランドスタンドでは、4つのレベルごとに最大収容人数700人（1室あたり）の個室を有し、イベントを開催できる。